# Анна София фон Брауншвайг-Волфенбютел
Вижте пояснителната страница за други личности с името Анна фон Брауншвайг-Волфенбютел.
Анна София фон Брауншвайг-Волфенбютел (на немски: Anne Sophie von Braunschweig-Wolfenbüttel; * 29 октомври 1659, Волфенбютел; † 28 юни 1742, Волфенбютел) от род Велфи (Нов Дом Брауншвайг), е принцеса от Брауншвайг-Волфенбютел и чрез женитба маркграфиня на Баден-Дурлах.

## Произход
Тя е дъщеря на херцог Антон Улрих фон Брауншвайг-Волфенбютел (1633 – 1714) и съпругата му Елизабет Юлиана фон Холщайн-Норбург (1634 – 1704), дъщеря на херцог Фридрих фон Шлезвиг-Холщайн-Норбург и Елеонора фон Анхалт-Цербст. Сестра е на Елизабет Елеонора (1658 – 1729), Август Вилхелм (1662 – 1731), Августа Доротея (1666 – 1751) и Лудвиг Рудолф (1671 – 1735).
Анна София е леля на императрица Елизабет Христина, от 1708 г. съпруга на императора на Свещената Римска империя Карл VI, и майка на Мария Терезия. Другата ѝ племенница Шарлота Христина е омъжена 1711 г. за царевич Алексей Петрович, син на руския император Петър I Велики, и майка на император Петър II.

## Фамилия
Анна София се омъжва на 28 октомври 1677 г. във Волфенбютел за принцрегент Карл Густав фон Баден-Дурлах (1648 – 1703), син на маркграф Фридрих VI фон Баден-Дурлах (1617 – 1677) и на Христина Магдалена фон Пфалц-Цвайбрюкен-Клеебург (1616 – 1662) и по-малък брат на маркграф Фридрих Магнус (1647 – 1709). Те имат децата:
- Христина Юлиана ((* 12 септември 1678; † 10 юли 1707), омъжена на 27 февруари 1697 г. за херцог Йохан Вилхелм фон Саксония-Айзенах (1666 – 1729)
- Карл (* 30 март 1680; † 30 август 1680)
- Фридрих Рудолф (* 13 май 1681; † 18 май 1682)
- Карл Антон (* 29 януари 1683; † 31 май 1692)